# Medveđa (gmina Despotovac)
Medveđa (cyr. Медвеђа) – wieś w Serbii, w okręgu pomorawskim, w gminie Despotovac. W 2011 roku liczyła 838 mieszkańców.